# Ernst Ackermann (Statistiker)
Ernst Ackermann (* 11. September 1886 in Hefenhofen; † 14. Januar 1978 in Zürich) war ein Schweizer Statistiker.

## Leben
Ernst Ackermann wurde am 11. September 1886 als Sohn des Müllers Johannes Ackermann in Hefenhofen geboren. Ackermann belegte von 1905 bis 1914 die Studien der Chemie, Physik und Mathematik, später des Staatsrechts und der Nationalökonomie in Genf und Basel. Von 1914 bis 1920 leitete er als Chef die statistische Abteilung der Société suisse de surveillance économique. Danach fungierte er  von 1920 bis 1942 als Chef des statistischen Büros sowie von 1942 bis 1952 als Direktor der volkswirtschaftlichen und statistischen Abteilung der Schweizerischen Nationalbank in Zürich. Daneben bekleidete er 20 Jahre das Amt des Präsidenten der eidgenössischen Kommission für Konjunkturbeobachtung sowie von 1948 bis 1956 der sozialstatistischen Kommission. Ferner agierte er von 1948 bis 1956 als Vizepräsident der Lohnbegutachtungskommission. Ackermann erwarb sich grosse Verdienste um die Wirtschafts-, insbesondere die Bankenstatistik.
Ernst Ackermann, der 1910 die Kindergärtnerin Margrete Maria (geborene Kohler) ehelichte, verstarb am 14. Januar 1978 im Alter von 91 Jahren in Zürich.

## Ehrung
- 1957 Ehrendoktorat der Universität Neuenburg.